# Камалов, Армаис Альбертович
Армаис Альбертович Кама́лов — врач-уролог, директор клиники МГУ, академик РАН.

## Биография

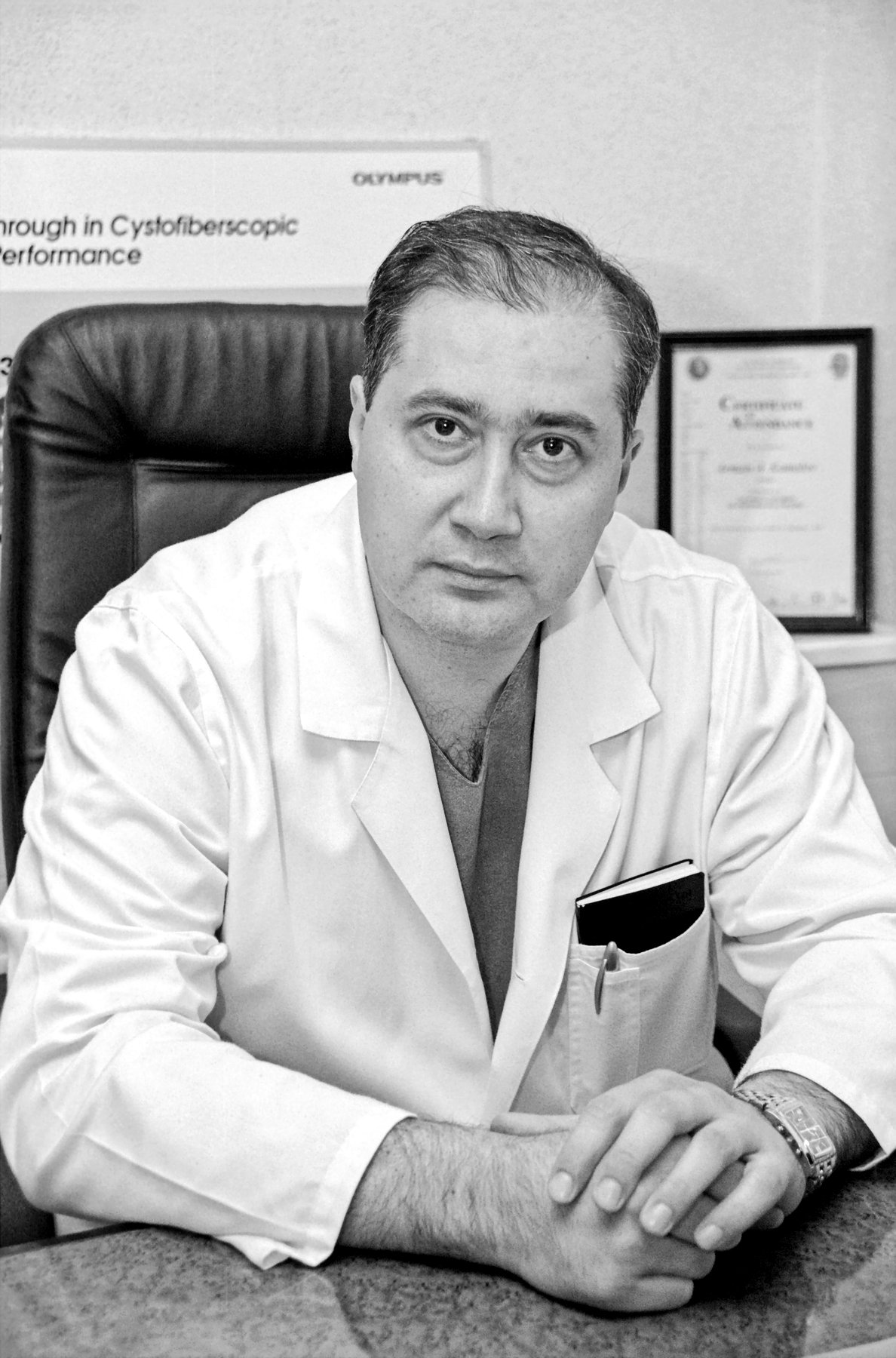
Армаис Камалов (2001)

Родился в 1961 году в Тбилиси.  Окончил Медицинский университет имени Н. И. Пирогова (1984). В 1985—1987 гг. повышал квалификацию в клинической ординатуре Института хирургии им. А. В. Вишневского. Работал в Научно-исследовательском институте урологии Министерства здравоохранения РСФСР (1987—2010). Заместитель директора НИИ уронефрологии и репродуктивного здоровья человека Первого МГМУ им. М. И. Сеченова (2010—2012).
Доктор медицинских наук (1998).
Профессор по специальности «Урология» (2006).
Руководитель курса урологии (с 2001), заведующий кафедрой (c 2010) урологии  и андрологии Факультета фундаментальной медицины МГУ.
Директор Медицинского научно-образовательного центра (Университетской клиники) МГУ имени М.В.Ломоносова (c 2014).
Член-корреспондент РАМН (2011). Член-корреспондент РАН (2013). Академик РАН (2016).
Президент РОО «Мужское здоровье» (с 2003). Член Европейской Ассоциации урологов. Член Всемирного эндоурологического общества. Член Международного общества урологов. Заместитель председателя Российского Общества Урологов (РОУ).
Иностранный член Национальной академии наук Республики Армения (2015).

## Награды
- Орден Александра Невского (21 сентября 2020 года) — за большой вклад в борьбу с коронавирусной инфекцией COVID-19 и самоотверженность, проявленную при исполнении профессионального долга[1].
- Медаль «За трудовую деятельность», приуроченная к 850-летию г. Москвы (1997).
- Премия «Призвание» (лучшим врачам России) в номинации «За создание нового направления в медицине» (2006) — за создание  науки о мужском здоровье — андрологии — как особой медицинской специальности.
- Лауреат Премии им. Н. А. Лопаткина «За вклад в развитие Российской урологии» (2009).
- Заслуженный деятель науки Российской Федерации (2015).
- Почётная грамота Президента Российской Федерации (17 апреля 2025 года) — за заслуги в подготовке высококвалифицированных специалистов, научно-педагогической деятельности и многолетнюю добросовестную работу[2].

## Научная деятельность
При консультации и под руководством А.А.Камалова защищено 3 докторских и 10 кандидатских диссертаций. 
А. А. Камалов – автор 250 опубликованных научных работ, в том числе 3 монографий (в соавторстве), 4 учебников, 7 книг (в соавторстве), 4 руководств (в соавторстве), 5 изобретений.